# دیانا (ماداگاسکار)

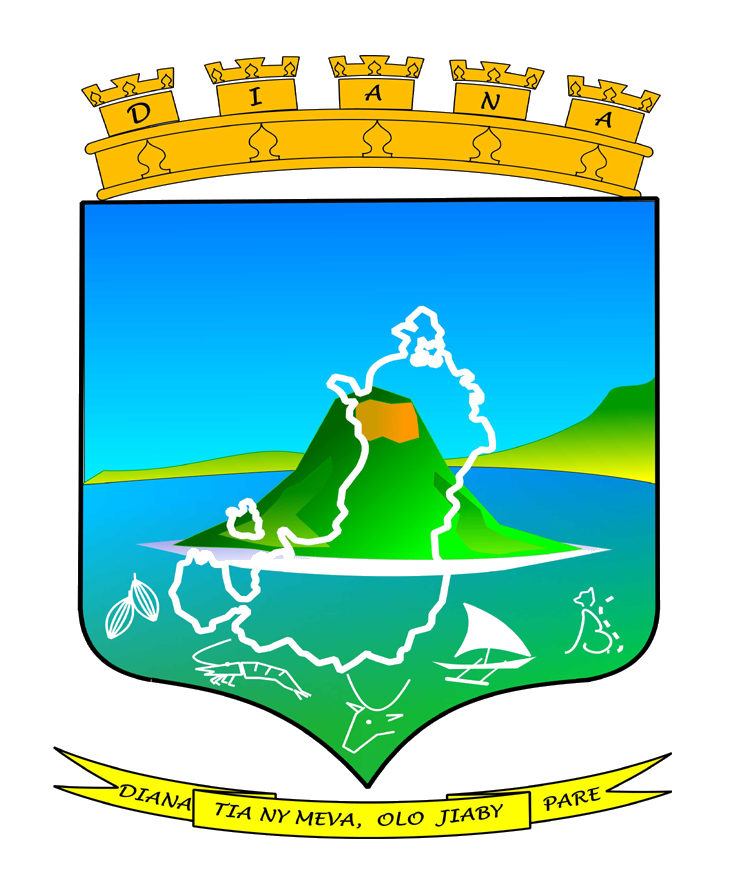
نشان رسمی منطقه دیانا.

دیانا (Diana Region) یکی از ۲۲ منطقه کشور ماداگاسکار و شمالی‌ترین آن‌ها می‌باشد.

## ناحیه‌ها
منطقه دیانا از ۵ ناحیه تشکیل شده است:
- آمبانجا (Ambanja)
- آمبیلوبه (Ambilobe)
- آنتسیرانانا (Antsiranana I)
- آنتسیرانانا (Antsiranana II)
- نوزی-به (Nosy-Be)